# Yákov Slashchov

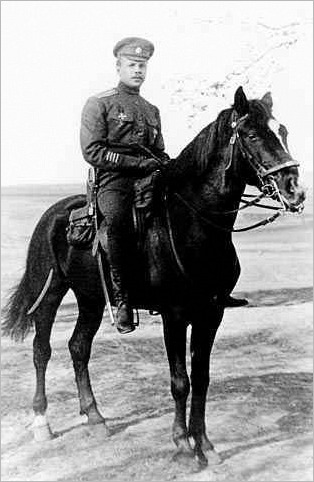
Yákov Slaschov como coronel del Ejército imperial (1916).

Yákov Aleksándrovich Slaschov-Krymski, (en ruso: Я́ков Алекса́ндрович Слащёв-Кры́мский, 29 de diciembre de 1885jul./ 10 de enero de 1886greg.-11 de enero de 1929) fue un militar ruso.
Se unió al Ejército Imperial Ruso en 1905 y luchó en la Primera Guerra Mundial, siendo herido y recibiendo la Orden de San Jorge. En diciembre de 1917, se une al Ejército de Voluntarios, convirtiéndose en el jefe de personal de Andréi Shkuró en mayo de 1918. En mayo de 1919, era general de división y en mayo siguiente teniente general. En diciembre de 1919, defendió exitosamente el istmo de Perekop, evitando la entrada de bolcheviques en Crimea. Varias veces se enfrentó a su superior, Piotr Wrangel, lo que significó su destitución y destierro a Constantinopla. En 1921 pudo volver a Moscú, donde se dedicó a la enseñanza de tácticas militares en los cursos superiores para oficiales Výstrel.
Inspiró el personaje del general Jlúdov de La huida, obra teatral de 1927 de Mijaíl Bulgákov, y de la película homónima de Aleksandr Álov y Vladímir Naúmov. Fue asesinado por un judío en venganza por los pogromos que perpetró.